# Die Kaltenbach-Papiere
Die Kaltenbach-Papiere ist ein zweiteiliger (1. Teil: Sharon – 2. Teil: Eva) Thriller aus dem Jahre 1990 von Rainer Erler über den internationalen Waffenhandel.

## Handlung
Erzählt wird die Geschichte des Journalisten Tom Sadowski alias Tom Severin, der den Geschäften des Waffenhändlers Istvan Kaltenbach folgt. Kaltenbach wird vom BKA-Mitarbeiter Goetz mit Hilfe belastender Dokumente dazu gebracht, im Auftrag des BKA nach drei Plutonium-Sprengköpfen zu fahnden. Tom wird in die Angelegenheit verwickelt und fällt bei der geplanten Übergabe der Waffen einem Attentat zum Opfer, woraufhin sich seine Frau Eva auf die Spuren ihres Mannes begibt.

## Veröffentlichung
Der Film erschien am 25. Oktober 2008 auf DVD in der Reihe Deutsche Thriller in der Cinemathek der Süddeutschen Zeitung.

## Kritiken
Das Lexikon des internationalen Films fand den Plot realitätsnah und hochbrisant.